# خطرات درون قلبم
خطرات درون قلبم (به انگلیسی: The Dangers in My Heart) یا بوکویوبا (به انگلیسی: BokuYaba) مجموعه مانگا ژاپنی نوشته و تصویرگری نوریو ساکورای است که از مارس ۲۰۱۸ در مجله هفتگی شونن چمپین شروع به انتشار کرد و تا کنون در ۱۰ جلد تانکوبون منتشر شده است. مجموعه تلویزیونی انیمه اقتباس شده از این اثر توسط استودیو شین-ای انیمیشن از آوریل تا ژوئن ۲۰۲۳ پخش شد. همچنین فصل دوم انیمه از ژانویه تا مارس ۲۰۲۴ نیز پخش شد.

## داستان
کیوتارو ایچیکاوا یک دانش آموز تنها و ناراضی از زندگی است که اغلب در حال خواندن یک دایرةالمعارف قتل و یادگیری در مورد آناتومی انسان است. او دربارهٔ قتل همکلاسی‌های محبوب خود خیال پردازی می‌کند و آیدل زیبای کلاس، آنا یامادا، هدف اصلی او است. با این حال، متوجه می‌شود که آنا کمی عجیب و غریب است و کم‌کم نسبت به کیوتارو رابطه دوستانه پیدا می‌کند که در نهایت عاشق همدیگر می‌شوند.